# Kirstie Maldonado
Kirstin "Kirstie" Taylor Maldonado (Arlington, Texas, 16 de maio de 1992) é uma cantora estadunidense. É conhecida por atuar no grupo a capella Pentatonix como mezzo soprano.

## Biografia
Atualmente, é bolsista do programa National Spanic Scholar e foi uma estudante de teatro musical do segundo ano da Universidade de Oklahoma antes de entrar no Pentatonix. Desenvolveu suas habilidades vocais e de performance durante os oito anos como membro da turnê do Teatro Arlington, onde aprendeu a cantar oito partes de harmonias sonoras. Começou seu treinamento clássico durante o ensino médio e foi membro do Texas All State Choir por três anos. Membro durante 4 anos do coro e capitã de dança, Kirstie teve vários papéis e produções de palco, se apresentando em shows ao redor do Metroplex, incluindo a Casa Manana e a Banana Hall. 
Maldonado possui um husky branco nomeado "Olaf" e outro nomeado de "Pascal". Os cães recebem o nome em homenagem aos personagens da Disney, Olaf de Frozen e Pascal de Tangled. Até janeiro de 2017, Kirstie possuía 7 tatuagens em seu corpo.
Maldonado possui ascendência espanhola e italiana por parte de mãe e mexicana por parte de pai.